# Stati Uniti d'America ai XXIII Giochi olimpici invernali
Gli Stati Uniti d'America parteciparono ai XXIII Giochi olimpici invernali, svoltisi dal 9 al 28 febbraio 2018 a PyeongChang in Corea del Sud, con una delegazione composta da 242 atleti. Portabandiera della squadra nel corso della cerimonia di apertura fu la slittinista Erin Hamlin, già medaglia di bronzo a Soči 2014 e alla sua quarta olimpiade consecutiva.

## Medaglie
| Riepilogo quotidiano | Riepilogo quotidiano | Riepilogo quotidiano | Riepilogo quotidiano | Riepilogo quotidiano | Riepilogo quotidiano |
| -------------------- | -------------------- | -------------------- | -------------------- | -------------------- | -------------------- |
| Giorno               | Data                 |                      |                      |                      | Totale               |
| 1º                   | 10                   | 0                    | 0                    | 0                    | 0                    |
| 2º                   | 11                   | 1                    | 1                    | 0                    | 2                    |
| 3º                   | 12                   | 1                    | 0                    | 1                    | 2                    |
| 4º                   | 13                   | 1                    | 0                    | 1                    | 2                    |
| 5º                   | 14                   | 1                    | 0                    | 0                    | 1                    |
| 6º                   | 15                   | 1                    | 0                    | 0                    | 1                    |
| 7º                   | 16                   | 0                    | 0                    | 0                    | 0                    |
| 8º                   | 17                   | 0                    | 1                    | 0                    | 1                    |
| 9º                   | 18                   | 0                    | 1                    | 0                    | 1                    |
| 10º                  | 19                   | 0                    | 0                    | 0                    | 0                    |
| 11º                  | 20                   | 0                    | 0                    | 2                    | 0                    |
| 12º                  | 21                   | 1                    | 1                    | 2                    | 4                    |
| 13º                  | 22                   | 2                    | 3                    | 0                    | 5                    |
| 14º                  | 23                   | 0                    | 0                    | 0                    | 0                    |
| 15º                  | 24                   | 1                    | 1                    | 0                    | 0                    |
| 16º                  | 25                   | 0                    | 0                    | 0                    | 0                    |
| Totale               | Totale               | 9                    | 8                    | 6                    | 23                   |

### Medagliere per discipline
| Sport                   | Oro | Argento | Bronzo | Totale |
| ----------------------- | --- | ------- | ------ | ------ |
| Pattinaggio di figura   | 0   | 0       | 2      | 2      |
| Slittino                | 0   | 1       | 0      | 1      |
| Snowboard               | 4   | 2       | 1      | 7      |
| Sci alpino              | 1   | 1       | 1      | 3      |
| Short track             | 0   | 1       | 0      | 1      |
| Freestyle               | 1   | 2       | 1      | 4      |
| Sci di fondo            | 1   | 0       | 0      | 1      |
| Pattinaggio di velocità | 0   | 0       | 1      | 1      |
| Bob                     | 0   | 1       | 0      | 1      |
| Hockey su ghiaccio      | 1   | 0       | 0      | 1      |
| Curling                 | 1   | 0       | 0      | 1      |
| Totale                  | 9   | 8       | 6      | 23     |

### Medaglie d'oro
| Medaglia | Nome                                                              | Sport              | Evento                     |
| -------- | ----------------------------------------------------------------- | ------------------ | -------------------------- |
| Oro      | Chloe Kim                                                         | Snowboard          | Halfpipe femminile         |
| Oro      | Jamie Anderson                                                    | Snowboard          | Slopestyle femminile       |
| Oro      | Redmond Gerard                                                    | Snowboard          | Slopestyle maschile        |
| Oro      | Shaun White                                                       | Snowboard          | Halfpipe maschile          |
| Oro      | Mikaela Shiffrin                                                  | Sci alpino         | Slalom gigante femminile   |
| Oro      | Kikkan Randall Jessica Diggins                                    | Sci di fondo       | Sprint a squadre femminile |
| Oro      | David Wise                                                        | Freestyle          | Halfpipe maschile          |
| Oro      | Stati Uniti d'America                                             | Hockey su ghiaccio | Torneo femminile           |
| Oro      | John Shuster Tyler George Matt Hamilton John Landsteiner Joe Polo | Curling            | Torneo maschile            |

### Medaglie d'argento
| Medaglia | Nome                               | Sport       | Evento              |
| -------- | ---------------------------------- | ----------- | ------------------- |
| Argento  | Chris Mazdzer                      | Slittino    | Singolo maschile    |
| Argento  | John-Henry Krueger                 | Short track | 1000 m maschile     |
| Argento  | Nick Goepper                       | Freestyle   | Slopestyle maschile |
| Argento  | Elana Meyers-Taylor / Lauren Gibbs | Bob         | Bob a due femminile |
| Argento  | Jamie Anderson                     | Snowboard   | Big air femminile   |
| Argento  | Alex Ferreira                      | Freestyle   | Halfpipe maschile   |
| Argento  | Mikaela Shiffrin                   | Sci alpino  | Combinata femminile |
| Argento  | Kyle Mack                          | Snowboard   | Big air maschile    |

### Medaglie di bronzo
| Medaglia | Nome | Sport                   | Evento                           |
| -------- | --- | ----------------------- | -------------------------------- |
| Bronzo   | Nathan Chen Alexa Scimeca Knierim / Chris Knierim Maia Shibutani / Alex Shibutani Bradie Tennell Adam Rippon Mirai Nagasu | Pattinaggio di figura   | Gara a squadre                   |
| Bronzo   | Arielle Gold | Snowboard               | Halfpipe femminile               |
| Bronzo   | Madison Hubbell / Zachary Donohue                                                                                         | Pattinaggio di figura   | Danza su ghiaccio                |
| Bronzo   | Brita Sigourney | Freestyle               | Halfpipe femminile               |
| Bronzo   | Lindsey Vonn | Sci alpino              | Discesa libera femminile         |
| Bronzo   | Heather Bergsma Brittany Bowe Mia Manganello Carlijn Schoutens                                                            | Pattinaggio di velocità | Inseguimento a squadre femminile |

## Biathlon

### Maschile
Gli Stati Uniti d'America hanno il diritto a schierare 5 atleti in seguito ad aver terminato tra la sesta e la ventesima posizione del ranking maschile per nazioni della Coppa del Mondo di biathlon 2017.
| Gara                 | Atleta                                             | Penalità    | Tempo d'arrivo | Posizione |
| -------------------- | -------------------------------------------------- | ----------- | -------------- | --------- |
| 10 km sprint         | Lowell Bailey                                      | 1 (0+1)     | 24'54"4        | 33º       |
| 10 km sprint         | Tim Burke                                          | 4 (2+2)     | 25'26"3        | 47º       |
| 10 km sprint         | Sean Doherty                                       | 2 (2+0)     | 25'55"2        | 65º       |
| 10 km sprint         | Leif Nordgren                                      | 2 (1+1)     | 25'49"0        | 58º       |
| 12,5 km inseguimento | Lowell Bailey                                      | 5 (0+0+3+2) | 36'43"3        | 32º       |
| 12,5 km inseguimento | Tim Burke                                          | 2 (0+1+1+0) | 35'11"3        | 17º       |
| 12,5 km inseguimento | Leif Nordgren                                      | 5 (2+2+0+1) | 38'40"4        | 50º       |
| 20 km individuale    | Lowell Bailey                                      | 4 (2+1+0+1) | 52'56"8        | 51º       |
| 20 km individuale    | Tim Burke                                          | 4 (1+1+0+2) | 52'05"7        | 41º       |
| 20 km individuale    | Sean Doherty                                       | 3 (2+0+1+0) | 52'25"6        | 44º       |
| 20 km individuale    | Leif Nordgren                                      | 5 (1+1+3+0) | 54'31"1        | 66º       |
| Staffetta 4x7,5 km   | Lowell Bailey Sean Doherty Tim Burke Leif Nordgren | 16 (2+14)   | 1h19'06"7      | 6ª        |

### Femminile
Gli Stati Uniti d'America hanno diritto a schierare 5 atlete avendo terminato tra la sesta e la ventesima posizione del ranking femminile per nazioni della Coppa del Mondo di biathlon 2017.
| Gara               | Atleta                                                   | Penalità    | Tempo d'arrivo | Posizione |
| ------------------ | -------------------------------------------------------- | ----------- | -------------- | --------- |
| 7,5 km sprint      | Emily Dreissigacker                                      | 1 (0+1)     | 23'27"2        | 51ª       |
| 7,5 km sprint      | Susan Dunklee                                            | 1 (1+0)     | 24'13"1        | 66ª       |
| 7,5 km sprint      | Clare Egan                                               | 3 (1+2)     | 23'51"6        | 61ª       |
| 7,5 km sprint      | Joanne Reid                                              | 7 (4+3)     | 26'18"8        | 86ª       |
| 10 km inseguimento | Emily Dreissigacker                                      | 4 (0+1+1+2) | 35'36"7        | 47ª       |
| 15 km individuale  | Emily Dreissigacker                                      | 4 (2+1+0+1) | 48'16"4        | 67ª       |
| 15 km individuale  | Susan Dunklee                                            | 2 (0+1+0+1) | 44'33"5        | 19ª       |
| 15 km individuale  | Clare Egan                                               | 4 (0+3+0+1) | 48'00"8        | 62ª       |
| 15 km individuale  | Joanne Reid                                              | 1 (0+1+0+0) | 44'41"3        | 22ª       |
| Staffetta 4x6 km   | Susan Dunklee Clare Egan Joanne Reid Emily Dreissigacker | 14 (1+10)   | 1h14'05"3      | 13ª       |

### Gare miste
| Gara                        | Atleti                                            | Penalità | Tempo d'arrivo | Posizione |
| --------------------------- | ------------------------------------------------- | -------- | -------------- | --------- |
| Staffetta 2x6 km + 2x7,5 km | Susan Dunklee Joanne Reid Tim Burke Lowell Bailey | 12 (3+9) | 1h12'05"4      | 15ª       |

## Bob
Gli Stati Uniti d'America hanno qualificato nel bob otto equipaggi: tre nel bob a due maschile, altrettanti nel bob a quattro maschile e due nel bob a due femminile, per un totale di sedici atleti, di cui dodici uomini e quattro donne.
| Gara                   | Equipaggio                                                             | 1ª manche | 2ª manche | 3ª manche  | 4ª manche       | Totale  | Posizione |
| ---------------------- | ---------------------------------------------------------------------- | --------- | --------- | ---------- | --------------- | ------- | --------- |
| Bob a due femminile    | Jamie Greubel-Poser Aja Evans                                          | 50"59     | 50"99     | 50"59      | 50"85           | 3'23"02 | 5ª        |
| Bob a due femminile    | Elana Meyers-Taylor Lauren Gibbs                                       | 50"52     | 50"81     | 50"46 (TR) | 50"73           | 3'22"52 |           |
| Bob a due maschile     | Codie Bascue Samuel McGuffie                                           | 50"03     | 50"16     | 49"90      | Non qualificati | 2'30"09 | 25ª       |
| Bob a due maschile     | Nick Cunningham Hakeem Abdul-Saboor                                    | 49"96     | 50"11     | 49"62      | Non qualificati | 2'29"69 | 21ª       |
| Bob a due maschile     | Justin Olsen Evan Weinstock                                            | 49"66     | 49"55     | 49"53      | 49"80           | 3'18"54 | 14ª       |
| Bob a quattro maschile | Codie Bascue Evan Weinstock Steven Langton Samuel McGuffie             | 49"09     | 49"26     | 49"08      | 49"77           | 3'17"28 | 9ª        |
| Bob a quattro maschile | Nick Cunningham Hakeem Abdul-Saboor Christopher Kinney Samuel Michener | 49"60     | 49"50     | 49"74      | 49"70           | 3'18"54 | 19ª       |
| Bob a quattro maschile | Justin Olsen Nathan Weber Carlo Valdes Christopher Fogt                | 49"62     | 49"71     | 49"66      | 49"56           | 3'18"55 | 20ª       |

## Combinata nordica
La Stati Uniti hanno qualificato nella combinata nordica un totale di cinque atleti.
| Gara               | Atleta          | Salto     | Salto | Salto     | Fondo   | Fondo            | Posizione |
| Gara               | Atleta          | Lunghezza | Punti | Posizione | Tempo   | Tempo + distacco | Posizione |
| ------------------ | --------------- | --------- | ----- | --------- | ------- | ---------------- | --------- |
| Trampolino normale | Bryan Fletcher  | 97,5 m    | 99,0  | 18º       | 24'57"6 | 27'03"6          | 17º       |
| Trampolino normale | Taylor Fletcher | 86,0 m    | 76,4  | 39º       | 24'42"2 | 28'19"2          | 35º       |
| Trampolino normale | Jasper Good     | 76,0 m    | 58,8  | 47º       | 25'52"8 | 30'39"8          | 45º       |
| Trampolino normale | Ben Loomis      | 86,5 m    | 79,5  | 37º       | 25'56"8 | 29'20"8          | 41º       |
| Trampolino lungo   | Ben Berend      | 124,0 m   | 105,8 | 24º       | 26'08"7 | 28'20"7          | 39º       |
| Trampolino lungo   | Bryan Fletcher  | 120,5 m   | 107,8 | 23º       | 23'31"4 | 25'35"4          | 17º       |
| Trampolino lungo   | Jasper Good     | 109,5 m   | 72,7  | 46º       | 25'17"7 | 29'42"7          | 43º       |
| Trampolino lungo   | Ben Loomis      | 114,5 m   | 81,6  | 43º       | 24'42"3 | 28'31"3          | 40º       |
| Gara a squadre     | Ben Loomis      | 111,5 m   | 324,8 | 9ª        | 48'13"5 | 51'26"5          | 10ª       |
| Gara a squadre     | Ben Berend      | 120.0 m   | 324,8 | 9ª        | 48'13"5 | 51'26"5          | 10ª       |
| Gara a squadre     | Taylor Fletcher | 100.0 m   | 324,8 | 9ª        | 48'13"5 | 51'26"5          | 10ª       |
| Gara a squadre     | Bryan Fletcher  | 129,5 m   | 324,8 | 9ª        | 48'13"5 | 51'26"5          | 10ª       |

## Curling

### Torneo maschile
Gli Stati Uniti d'America hanno diritto a partecipare al torneo maschile di curling in seguito aver concluso tra le prime sette posizioni nel ranking per la qualificazione alle Olimpiadi..
| Squadre       | G | V | P | PF | PS |
| ------------- | - | - | - | -- | -- |
| Canada        | 0 | 0 | 0 | 0  | 0  |
| Corea del Sud | 0 | 0 | 0 | 0  | 0  |
| Giappone      | 0 | 0 | 0 | 0  | 0  |
| Gran Bretagna | 0 | 0 | 0 | 0  | 0  |
| Norvegia      | 0 | 0 | 0 | 0  | 0  |
| Stati Uniti   | 0 | 0 | 0 | 0  | 0  |
| Svezia        | 0 | 0 | 0 | 0  | 0  |
| Svizzera      | 0 | 0 | 0 | 0  | 0  |
| Danimarca     | 0 | 0 | 0 | 0  | 0  |
| Italia        | 0 | 0 | 0 | 0  | 0  |

### Torneo femminile
Gli Stati Uniti d'America hanno diritto a partecipare al torneo femminile di curling in seguito aver concluso tra le prime sette posizioni nel ranking per la qualificazione alle Olimpiadi..
| Squadre                      | G | V | P | PF | PS |
| ---------------------------- | - | - | - | -- | -- |
| Canada                       | 0 | 0 | 0 | 0  | 0  |
| Corea del Sud                | 0 | 0 | 0 | 0  | 0  |
| Giappone                     | 0 | 0 | 0 | 0  | 0  |
| Gran Bretagna                | 0 | 0 | 0 | 0  | 0  |
| Atleti Olimpici dalla Russia | 0 | 0 | 0 | 0  | 0  |
| Stati Uniti                  | 0 | 0 | 0 | 0  | 0  |
| Svezia                       | 0 | 0 | 0 | 0  | 0  |
| Svizzera                     | 0 | 0 | 0 | 0  | 0  |
| Cina                         | 0 | 0 | 0 | 0  | 0  |
| Danimarca                    | 0 | 0 | 0 | 0  | 0  |

### Torneo misto
Gli Stati Uniti d'America hanno diritto a partecipare al torneo misto di curling in seguito aver concluso tra le prime sette posizioni nel ranking per la qualificazione alle Olimpiadi..
| Stati Uniti Uomo: Matt Hamilton Donna: Becca Hamilton |
| ----------------------------------------------------- |

#### Robin round
Risultati
| Sessione | Squadre                      | Finale | 1 | 2 | 3 | 4 | 5 | 6 | 7 | 8 |
| -------- | ---------------------------- | ------ | - | - | - | - | - | - | - | - |
| 1        | Stati Uniti                  | 9      | 3 | 0 | 1 | 1 | 2 | 0 | 2 | X |
| 1        | Atleti Olimpici dalla Russia | 3      | 0 | 2 | 0 | 0 | 0 | 1 | 0 | X |
| 2        | Stati Uniti                  | 4      | 1 | 0 | 1 | 0 | 0 | 1 | 1 | 0 |
| 2        | Canada                       | 6      | 0 | 1 | 0 | 1 | 3 | 0 | 0 | 1 |
| 3        | Stati Uniti                  |        |   |   |   |   |   |   |   |   |
| 3        | Svizzera                     |        |   |   |   |   |   |   |   |   |
| 4        | Stati Uniti                  |        |   |   |   |   |   |   |   |   |
| 4        | Corea del Sud                |        |   |   |   |   |   |   |   |   |
| 5        | Cina                         |        |   |   |   |   |   |   |   |   |
| 5        | Stati Uniti                  |        |   |   |   |   |   |   |   |   |
| 6        | Norvegia                     |        |   |   |   |   |   |   |   |   |
| 6        | Stati Uniti                  |        |   |   |   |   |   |   |   |   |
| 7        | Finlandia                    |        |   |   |   |   |   |   |   |   |
| 7        | Stati Uniti                  |        |   |   |   |   |   |   |   |   |

Classifica
| Squadre                      | G | V | P | PF | PS |
| ---------------------------- | - | - | - | -- | -- |
| Svizzera                     | 2 | 2 | 0 | 14 | 11 |
| Canada                       | 2 | 1 | 1 | 12 | 13 |
| Cina                         | 2 | 1 | 1 | 13 | 14 |
| Norvegia                     | 2 | 1 | 1 | 12 | 10 |
| Atleti Olimpici dalla Russia | 2 | 1 | 1 | 7  | 12 |
| Corea del Sud                | 2 | 1 | 1 | 16 | 12 |
| Stati Uniti                  | 2 | 1 | 1 | 13 | 9  |
| Finlandia                    | 2 | 0 | 2 | 10 | 16 |

## Hockey sul ghiaccio

### Torneo maschile
Gli Stati Uniti d'America hanno diritto a partecipare al torneo maschile di hockey sul ghiaccio in seguito ad aver concluso in quinta posizione nel ranking IHHF nel 2016.
| Pos. |             | PG | V | VOT | POT | P | GF | GS | DR | Pt |
| 1.   | Russia      | 0  | 0 | 0   | 0   | 0 | 0  | 0  | 0  | 0  |
| 2.   | Stati Uniti | 0  | 0 | 0   | 0   | 0 | 0  | 0  | 0  | 0  |
| 3.   | Slovacchia  | 0  | 0 | 0   | 0   | 0 | 0  | 0  | 0  | 0  |
| 4.   | Slovenia    | 0  | 0 | 0   | 0   | 0 | 0  | 0  | 0  | 0  |

### Torneo femminile
Gli Stati Uniti d'America hanno diritto a partecipare al torneo femminile di hockey sul ghiaccio in seguito ad aver concluso in prima posizione nel ranking IHHF nel 2016.
| Pos. |             | PG | V | VOT | POT | P | GF | GS | DR | Pt |
| 1.   | Stati Uniti | 0  | 0 | 0   | 0   | 0 | 0  | 0  | 0  | 0  |
| 2.   | Canada      | 0  | 0 | 0   | 0   | 0 | 0  | 0  | 0  | 0  |
| 3.   | Finlandia   | 0  | 0 | 0   | 0   | 0 | 0  | 0  | 0  | 0  |
| 4.   | Russia      | 0  | 0 | 0   | 0   | 0 | 0  | 0  | 0  | 0  |

## Pattinaggio di figura
Gli Stati Uniti d'America hanno qualificato nel pattinaggio di figura quattordici atleti, sette uomini e sette donne, in seguito ai Campionati mondiali di pattinaggio di figura 2017.
| Gara      | Atleta                                | Programma corto | Programma corto | Programma libero | Programma libero | Totale | Totale    |
| Gara      | Atleta                                | Punti           | Posizione       | Punti            | Posizione        | Punti  | Posizione |
| --------- | ------------------------------------- | --------------- | --------------- | ---------------- | ---------------- | ------ | --------- |
| Maschile  | Nathan Chen                           | 82.27           | 17º             | 215.08           | 1º               | 297.35 | 5º        |
| Maschile  | Adam Rippon                           | 87.95           | 7º              | 171.41           | 10º              | 259.36 | 10º       |
| Maschile  | Vincent Zhou                          | 84.53           | 12º             | 192.16           | 6º               | 276.69 | 6º        |
| Femminile | Karen Chen                            | 65.90           | 10ª             | 119.75           | 11ª              | 185.65 | 11ª       |
| Femminile | Mirai Nagasu                          | 66.93           | 9ª              | 119.61           | 12ª              | 186.54 | 10ª       |
| Femminile | Bradie Tennell                        | 64.01           | 11ª             | 128.34           | 9ª               | 192.35 | 9ª        |
| Coppie    | Alexa Scimeca Knierim / Chris Knierim | 65.55           | 14ª             | 120.27           | 15ª              | 185.82 | 15ª       |
| Danza     | Madison Chock / Evan Bates            | 75.45           | 7ª              | 100.13           | 12ª              | 175.58 | 9ª        |
| Danza     | Madison Hubbell / Zachary Donohue     | 77.75           | 3ª              | 109.94           | 5ª               | 187.69 | 4ª        |
| Danza     | Maia Shibutani / Alex Shibutani       | 77.73           | 4ª              | 114.86           | 3ª               | 192.59 |           |

Gara a squadre
| Gara   | Atleta                                | Programma corto | Programma corto | Programma libero | Programma libero | Totale | Totale    |
| Gara   | Atleta                                | Punti           | Posizione       | Punti            | Posizione        | Punti  | Posizione |
| ------ | ------------------------------------- | --------------- | --------------- | ---------------- | ---------------- | ------ | --------- |
| Uomini | Nathan Chen                           | 7               | 4º              | -                | -                | 62     |           |
| Uomini | Adam Rippon                           | -               | -               | 8                | 3º               | 62     |           |
| Donne  | Bradie Tennell                        | 6               | 5ª              | -                | -                | 62     |           |
| Donne  | Mirai Nagasu                          | -               | -               | 9                | 2ª               | 62     |           |
| Coppie | Alexa Scimeca Knierim / Chris Knierim | 7               | 4ª              | 7                | 4ª               | 62     |           |
| Danza  | Maia Shibutani / Alex Shibutani       | 9               | 2ª              | 9                | 2ª               | 62     |           |

## Pattinaggio di velocità
| Gara   | Atleta            | Tempo   | Tempo   | Tempo   | Posizione |
| ------ | ----------------- | ------- | ------- | ------- | --------- |
| 1000 m | Heather Bergsma   | 1'15"15 | 1'15"15 | 1'15"15 | 8ª        |
| 1000 m | Brittany Bowe     | 1'14"36 | 1'14"36 | 1'14"36 | 4ª        |
| 1000 m | Jerica Tandiman   | 1'18"02 | 1'18"02 | 1'18"02 | 28ª       |
| 1500 m | Heather Bergsma   | 1'56"74 | 1'56"74 | 1'56"74 | 8ª        |
| 1500 m | Brittany Bowe     | 1'55"54 | 1'55"54 | 1'55"54 | 5ª        |
| 1500 m | Mia Manganello    | 1'59"93 | 1'59"93 | 1'59"93 | 22ª       |
| 3000 m | Carlijn Schoutens | 4'15"60 | 4'15"60 | 4'15"60 | 22ª       |
| 5000 m | Carlijn Schoutens | 7'13"28 | 7'13"28 | 7'13"28 | 11ª       |

| Gara   | Atleta       | Tempo   | Tempo   | Tempo   | Posizione |
| ------ | ------------ | ------- | ------- | ------- | --------- |
| 1500 m | Shani Davis  | 1'46"74 | 1'46"74 | 1'46"74 | 19º       |
| 1500 m | Brian Hansen | 1'46"44 | 1'46"44 | 1'46"44 | 15º       |
| 1500 m | Joey Mantia  | 1'45"86 | 1'45"86 | 1'45"86 | 8º        |
| 5000 m | Emery Lehman | 6'31"16 | 6'31"16 | 6'31"16 | 21º       |

## Salto con gli sci
Gli Stati Uniti hanno qualificato nel salto con gli sci sette atleti, tre donne e quattro uomini.

### Donne
| Gara               | Atleta            | Primo salto | Primo salto | Primo salto | Secondo salto   | Secondo salto   | Secondo salto   | Punti totali    | Posizione       |
| Gara               | Atleta            | Lunghezza   | Punti       | Pos.        | Lunghezza       | Punti           | Pos.            | Punti totali    | Posizione       |
| ------------------ | ----------------- | ----------- | ----------- | ----------- | --------------- | --------------- | --------------- | --------------- | --------------- |
| Trampolino normale | Nita Englund      | 77,0 m      | 57,9        | 31ª         | Non qualificata | Non qualificata | Non qualificata | Non qualificata | Non qualificata |
| Trampolino normale | Sarah Hendrickson | 86,0 m      | 76,7        | 23ª         | 88,0 m          | 83,9            | 21ª             | 160,6           | 19ª             |
| Trampolino normale | Abby Ringquist    | 77,5 m      | 62,0        | 30ª         | 91,0 m          | 82,4            | 23ª             | 144,4           | 29ª             |

### Uomini
| Gara               | Atleta                                                    | Qualificazioni | Qualificazioni | Qualificazioni | Finale                          | Finale          | Finale          | Finale          | Finale          | Finale          | Finale          | Finale          |
| Gara               | Atleta                                                    | Qualificazioni | Qualificazioni | Qualificazioni | Primo salto                     | Primo salto     | Primo salto     | Secondo salto   | Secondo salto   | Secondo salto   | Punti totali    | Posizione       |
| Gara               | Atleta                                                    | Lunghezza      | Punti          | Pos.           | Lunghezza                       | Punti           | Pos.            | Lunghezza       | Punti           | Pos.            | Punti totali    | Posizione       |
| ------------------ | --------------------------------------------------------- | -------------- | -------------- | -------------- | ------------------------------- | --------------- | --------------- | --------------- | --------------- | --------------- | --------------- | --------------- |
| Trampolino normale | Kevin Bickner                                             | 98,0 m         | 114,0          | 25º Q          | 109,0 m                         | 117,2           | 14º             | 98,5 m          | 100,2           | 24º             | 217,4           | 18º             |
| Trampolino normale | Michael Glasder                                           | 91,5 m         | 94,6           | 40º Q          | 98,5 m                          | 98,7            | 32º             | Non qualificato | Non qualificato | Non qualificato | Non qualificato | Non qualificato |
| Trampolino normale | Casey Larson                                              | 88,0 m         | 90,9           | 46º Q          | 97,0 m                          | 89,4            | 39º             | Non qualificato | Non qualificato | Non qualificato | Non qualificato | Non qualificato |
| Trampolino normale | William Rhoads                                            | 88,5 m         | 91,9           | 45º Q          | 87,0 m                          | 75,5            | 46º             | Non qualificato | Non qualificato | Non qualificato | Non qualificato | Non qualificato |
| Trampolino lungo   | Kevin Bickner                                             | 122,5 m        | 55,5           | 35º Q          | 129,5 m                         | 121,9           | 20º             | 124,0 m         | 113,5           | 23º             | 235,4           | 20º             |
| Trampolino lungo   | Michael Glasder                                           | 124,5 m        | 88,7           | 38º Q          | 114,0 m                         | 90,5            | 46º             | Non qualificato | Non qualificato | Non qualificato | Non qualificato | Non qualificato |
| Trampolino lungo   | Casey Larson                                              | 104,5 m        | 61,1           | 53º            | Non qualificato                 | Non qualificato | Non qualificato | Non qualificato | Non qualificato | Non qualificato | Non qualificato | Non qualificato |
| Trampolino lungo   | William Rhoads                                            | 115,0 m        | 67,9           | 51º            | Non qualificato                 | Non qualificato | Non qualificato | Non qualificato | Non qualificato | Non qualificato | Non qualificato | Non qualificato |
| Gara a squadre     | Casey Larson William Rhoads Michael Glasder Kevin Bickner | N.D.           | N.D.           | N.D.           | 111,5 m 107,5 m 113,0 m 131,0 m | 377,2           | 9ª              | Non qualificati | Non qualificati | Non qualificati | Non qualificati | Non qualificati |

## Sci freestyle
Gli Stati Uniti hanno qualificato nello sci ventinove atleti, quattordici donne e quindici uomini.

### Gobbe
| Atleta         | Evento     | Qualificazione | Qualificazione | Qualificazione | Qualificazione | Qualificazione | Qualificazione | Qualificazione | Qualificazione | Finale | Finale | Finale | Finale    | Finale | Finale | Finale | Finale    | Finale | Finale | Finale | Finale    |
| Atleta         | Evento     | Run 1          | Run 1          | Run 1          | Run 1          | Run 2          | Run 2          | Run 2          | Run 2          | Run 1  | Run 1  | Run 1  | Run 1     | Run 2  | Run 2  | Run 2  | Run 2     | Run 3  | Run 3  | Run 3  | Run 3     |
| Atleta         | Evento     | Tempo          | Punti          | Totale         | Posizione      | Tempo          | Punti          | Totale         | Posizione      | Tempo  | Punti  | Totale | Posizione | Tempo  | Punti  | Totale | Posizione | Tempo  | Punti  | Totale | Posizione |
| -------------- | ---------- | -------------- | -------------- | -------------- | -------------- | -------------- | -------------- | -------------- | -------------- | ------ | ------ | ------ | --------- | ------ | ------ | ------ | --------- | ------ | ------ | ------ | --------- |
| Casey Andringa | Maschile.  |                |                |                |                |                |                |                |                |        |        |        |           |        |        |        |           |        |        |        |           |
| Troy Murphy    | Maschile.  |                |                |                |                |                |                |                |                |        |        |        |           |        |        |        |           |        |        |        |           |
| Emerson Smith  | Maschile.  |                |                |                |                |                |                |                |                |        |        |        |           |        |        |        |           |        |        |        |           |
| Bradley Wilson | Maschile.  |                |                |                |                |                |                |                |                |        |        |        |           |        |        |        |           |        |        |        |           |
| Tess Johnson   | Femminile. | 30"56          | 51.99          | 65.55          | 22º            |                |                |                |                |        |        |        |           |        |        |        |           |        |        |        |           |
| Jaelin Kauf    | Femminile. | 28"91          | 62.05          | 77.45          | 5º Q           | N.D.           | N.D.           | N.D.           | N.D.           |        |        |        |           |        |        |        |           |        |        |        |           |
| Keaton McCargo | Femminile. | 29"84          | 61.30          | 75.67          | 8º Q           | N.D.           | N.D.           | N.D.           | N.D.           |        |        |        |           |        |        |        |           |        |        |        |           |
| Morgan Shild   | Femminile. | 29"76          | 63.28          | 77.74          | 3º Q           | N.D.           | N.D.           | N.D.           | N.D.           |        |        |        |           |        |        |        |           |        |        |        |           |

## Short track
Gli Stati Uniti d'America hanno qualificato nello short track un totale di cinque atleti, tutti uomini.

### Uomini
| Gara             | Atleta                                                 | Batterie | Batterie  | Quarti di finale | Quarti di finale | Semifinali      | Semifinali      | Finale          | Finale          |
| Gara             | Atleta                                                 | Tempo    | Posizione | Tempo            | Posizione        | Tempo           | Posizione       | Tempo           | Posizione       |
| ---------------- | ------------------------------------------------------ | -------- | --------- | ---------------- | ---------------- | --------------- | --------------- | --------------- | --------------- |
| 500 m            | John-Henry Krueger                                     | 41"008   | 4º        | Non qualificato  | Non qualificato  | Non qualificato | Non qualificato | Non qualificato | Non qualificato |
| 500 m            | Thomas Hong                                            | 43"096   | 3º        | Non qualificato  | Non qualificato  | Non qualificato | Non qualificato | Non qualificato | Non qualificato |
| 500 m            | Aaron Tran                                             | DSQ      | DSQ       | Non qualificato  | Non qualificato  | Non qualificato | Non qualificato | Non qualificato | Non qualificato |
| 1000 m           | J. R. Celski                                           | 1'31"812 | 3º        | Non qualificato  | Non qualificato  | Non qualificato | Non qualificato | Non qualificato | Non qualificato |
| 1000 m           | John-Henry Krueger                                     | 1'25"913 | 1º Q      | 1'24"598         | 3º ADV           | 1'24"187        | 1º FA           | 1'24"864        |                 |
| 1500 m           | J. R. Celski                                           | 2'19"028 | 3º Q      | N.D.             | N.D.             | DSQ             | DSQ             | Non qualificato | Non qualificato |
| 1500 m           | John-Henry Krueger                                     | 2'15"671 | 1º Q      | N.D.             | N.D.             | DSQ             | DSQ             | Non qualificato | Non qualificato |
| 1500 m           | Aaron Tran                                             | 2'14"133 | 3º Q      | N.D.             | N.D.             | 2'13"487        | 4º FB           | 2'27"127        | 12º             |
| 5000 m staffetta | J. R. Celski John-Henry Krueger Thomas Hong Aaron Tran | N.D.     | N.D.      | N.D.             | N.D.             | 6'36"867        | 3ª FB           | 6'52"708        | 5ª              |

### Donne
| Gara   | Atleta           | Batterie | Batterie  | Quarti di finale | Quarti di finale | Semifinali      | Semifinali      | Finale          | Finale          |
| Gara   | Atleta           | Tempo    | Posizione | Tempo            | Posizione        | Tempo           | Posizione       | Tempo           | Posizione       |
| ------ | ---------------- | -------- | --------- | ---------------- | ---------------- | --------------- | --------------- | --------------- | --------------- |
| 500 m  | Maame Biney      | 43"665   | 2ª Q      | 44"772           | 4ª               | Non qualificata | Non qualificata | Non qualificata | Non qualificata |
| 500 m  | Lana Gehring     | 43"825   | 3ª        | Non qualificata  | Non qualificata  | Non qualificata | Non qualificata | Non qualificata | Non qualificata |
| 1000 m | Lana Gehring     | DSQ      | DSQ       | Non qualificata  | Non qualificata  | Non qualificata | Non qualificata | Non qualificata | Non qualificata |
| 1000 m | Jessica Kooreman | 1'31"657 | 3ª        | Non qualificata  | Non qualificata  | Non qualificata | Non qualificata | Non qualificata | Non qualificata |
| 1500 m | Maame Biney      | 2'31"819 | 6ª        | Non qualificata  | Non qualificata  | Non qualificata | Non qualificata | Non qualificata | Non qualificata |
| 1500 m | Lana Gehring     | 2'27"336 | 5ª        | Non qualificata  | Non qualificata  | Non qualificata | Non qualificata | Non qualificata | Non qualificata |
| 1500 m | Jessica Kooreman | DSQ      | DSQ       | Non qualificata  | Non qualificata  | Non qualificata | Non qualificata | Non qualificata | Non qualificata |

## Skeleton
Gli Stati Uniti d'America hanno qualificato nello skeleton quattro atleti, due uomini e due donne.
| Gara              | Atleta            | 1ª manche | 2ª manche | 3ª manche | 4ª manche | Totale  | Posizione |
| ----------------- | ----------------- | --------- | --------- | --------- | --------- | ------- | --------- |
| Singolo femminile | Katie Uhlaender   | 52"33     | 52"40     | 52"33     | 52"55     | 3'29"61 | 13ª       |
| Singolo femminile | Kendall Wesenberg | 52"77     | 52"96     | 52"54     | 52"65     | 3'30"92 | 17ª       |
| Singolo maschile  | Matt Antoine      | 51"16     | 50"98     | 50"91     | 51"34     | 3'24"39 | 11º       |
| Singolo maschile  | John Daly         | 51"23     | 51"15     | 51"33     | 51"64     | 3'25"35 | 16º       |

## Slittino
Gli Stati Uniti d'America hanno qualificato nello slittino un totale di dieci atleti: tre nel singolo uomini, tre nel singolo donne e quattro nel doppio, ottenendo così anche l'ammissione nella gara a squadre.
| Gara              | Atleta                                                          | 1ª manche            | 2ª manche            | 3ª manche          | 4ª manche       | Totale   | Posizione |
| ----------------- | --------------------------------------------------------------- | -------------------- | -------------------- | ------------------ | --------------- | -------- | --------- |
| Singolo femminile | Summer Britcher                                                 | 46"829               | 46"132               | 46"603             | 48"770          | 3'08"334 | 19ª       |
| Singolo femminile | Erin Hamlin                                                     | 46"357               | 46"333               | 46"506             | 46"716          | 3'05"912 | 6ª        |
| Singolo femminile | Emily Sweeney                                                   | 46"595               | 46"960               | 46"917             | DNF             | DNF      | DNF       |
| Singolo maschile  | Chris Mazdzer                                                   | 47"800               | 47"717               | 47"534             | 47"677          | 3'10"728 |           |
| Singolo maschile  | Taylor Morris                                                   | 47"072               | 47"793               | 47"858             | 47"824          | 3'12"547 | 18º       |
| Singolo maschile  | Tucker West                                                     | 48"484               | 47"942               | 49"593             | Non qualificato | 2'26"019 | 26º       |
| Gara              | Atleta                                                          | 1ª manche            | 1ª manche            | 2ª manche          | 2ª manche       | Totale   | Posizione |
| Doppio            | Justin Krewson Andrew Sherk                                     | 46"310               | 46"310               | 46"342             | 46"342          | 1'32"652 | 8ª        |
| Doppio            | Matthew Mortensen Jayson Terdiman                               | 46"244               | 46"244               | 46"443             | 46"443          | 1'32"687 | 10ª       |
| Gara              | Atleta                                                          | 1ª frazione sing. f. | 2ª frazione sing. m. | 3ª frazione doppio | Totale          | Totale   | Posizione |
| Gara a squadre    | Summer Britcher Chris Mazdzer Matthew Mortensen Jayson Terdiman | 47"266               | 48"660               | 49"165             | 2'25"091        | 2'25"091 | 4ª        |